# نسرین رحیمیه
نسرین رحیمیه (انگلیسی: Nasrin Rahimieh) استاد ادبیات تطبیقی در دانشگاه کالیفرنیا، ارواین است. او به عنوان ریاست مرکز مطالعات ایرانی ساموئل جردن دانشگاه یو سی ارواین معرفی و تا پایان سال ۲۰۱۴ در این سمت به مدیریت و مطالعه و تحقیق پرداخت. پس از او تورج دریایی ریاست این مرکز را بر عهده گرفت.
تحقیقاتش بیشتر بر تبادلات فرهنگی میان ایران و غرب، ادبیات معاصر ایران، ادبیات مهاجرت، آثار ادبی زنان و سینمای ایران بعد از انقلاب متمرکز شده‌است. از جمله کتابهای او می‌شود به اثری دربارهٔ فروغ فرخزاد و «پاسخ شرقیان به غرب: مقالات تطبیقی دربارهٔ نویسندگان مسلمان خاور میانه» و «ایرانیان گمشده: صداهای کشف شده در میراث فرهنگی ایران» اشاره کرد.